# Liuskasaari
Liuskasaari (finnisch) oder Skifferholmen (schwedisch) ist eine Insel südlich des Zentrums der finnischen Hauptstadt Helsinki.
Liuskasaari ist die Heimat der Helsingfors Segelsällskap. Die Insel beherbergt zwei Restaurants und war während der Olympischen Sommerspiele 1952 neben Harmaja Austragungsort der Segelregatten.